# Salvador Viniegra
Salvador Viniegra y Lasso de la Vega (Cadice, 23 novembre 1862 – Madrid, 29 aprile 1915) è stato un pittore spagnolo.

## Biografia
Nato a Cadice, Salvador Viniegra abbandonò gli studi giuridici per intraprendere la carriera artistica. Studiò all'Escuela de Bellas Artes de Cádiz e inizialmente si concentrò sugli acquarelli, che gli portarono i primi successi alla fine degli anni 1870. Dopo un soggiorno a Roma, Viniegra tornò in Spagna nel 1882 e cinque anni più tardi vinse il primo premio all'Exposición Nacional de Madrid.
Nel 1890 vinse unba borsa di studi per proseguire gli studi all'Academia Española de Bellas Artes di Roma, dove rimase fino al 1896. Il suo periodo italiano portò Viniegra ad affermarsi come pittore storico e le sue opere furono esposte a Monaco, Roma e Budapest, mentre le loro riproduzioni stampate si diffusero per tutta l'Europa. Nel 1897 il suo dipinto La romería del Rocío fu esposto alla Sala Dante di Roma e poi anche a Monaco, Vienna e Madrid prima che Viniegra lo donasse al Museo de Arte Moderna nel 1905.
Nel 1898 Viniegra fu nominato vicedirettore e conservatore del Museo del Prado e in questo ruolo si affermò come un importante patrono e mecenate delle arti. Grande amante della musica e abile violoncellista, Viniegra supportò molti musicisti nel corso della sua vita, tra cui Manuel de Falla.

## Galleria d'immagini

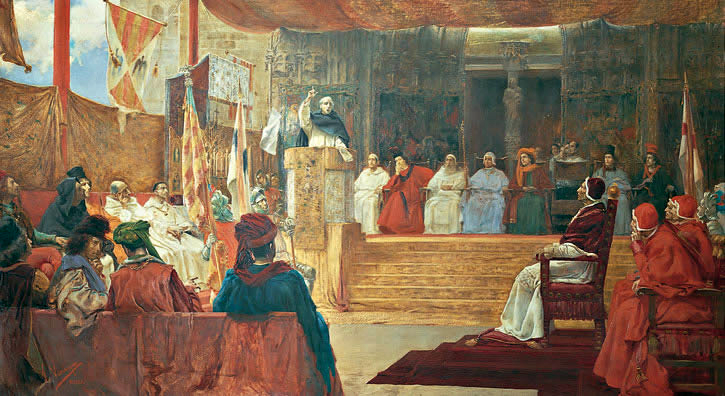
El Comrpomiso de Caspe (1891)
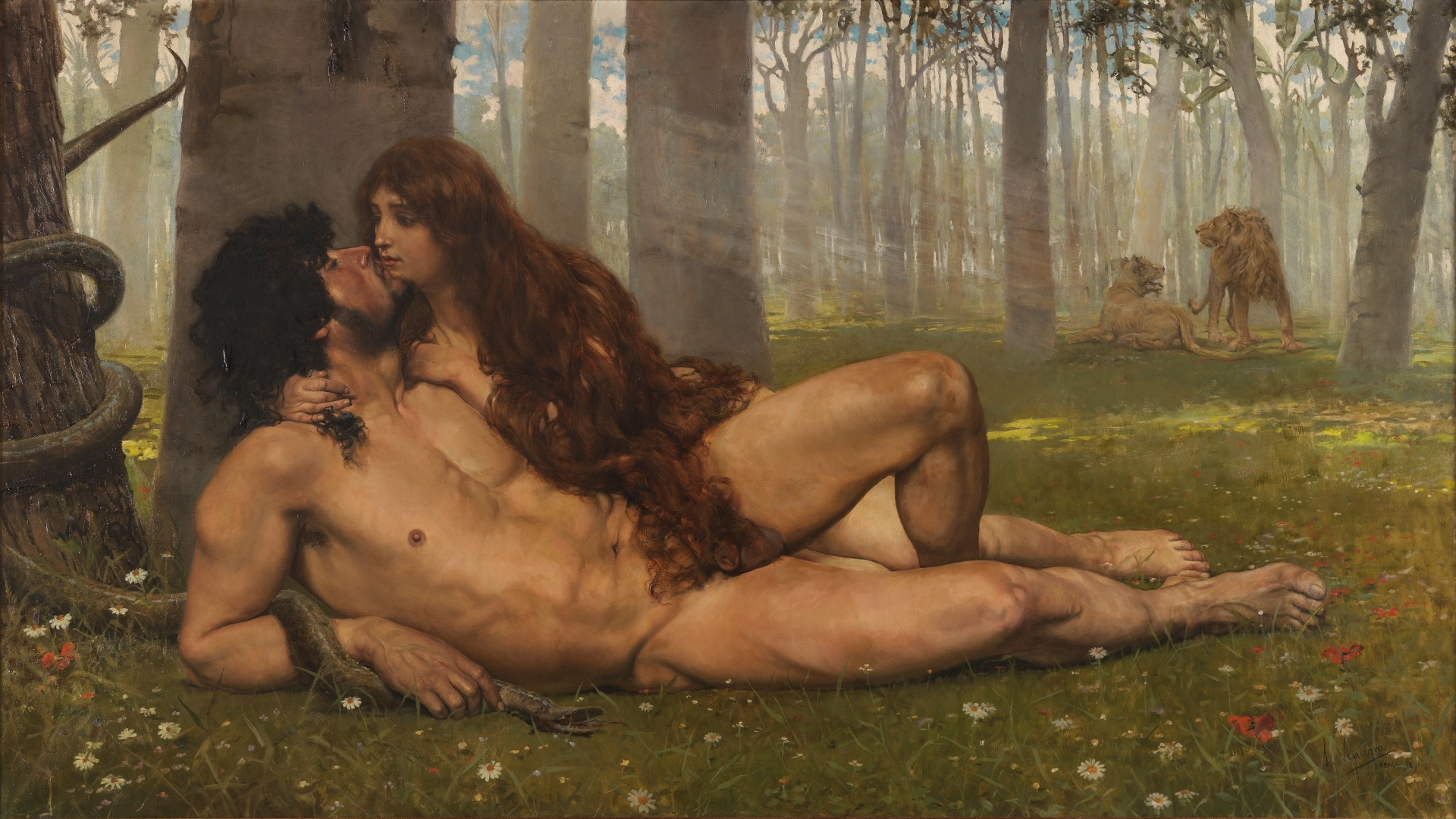
El primer beso (1891)
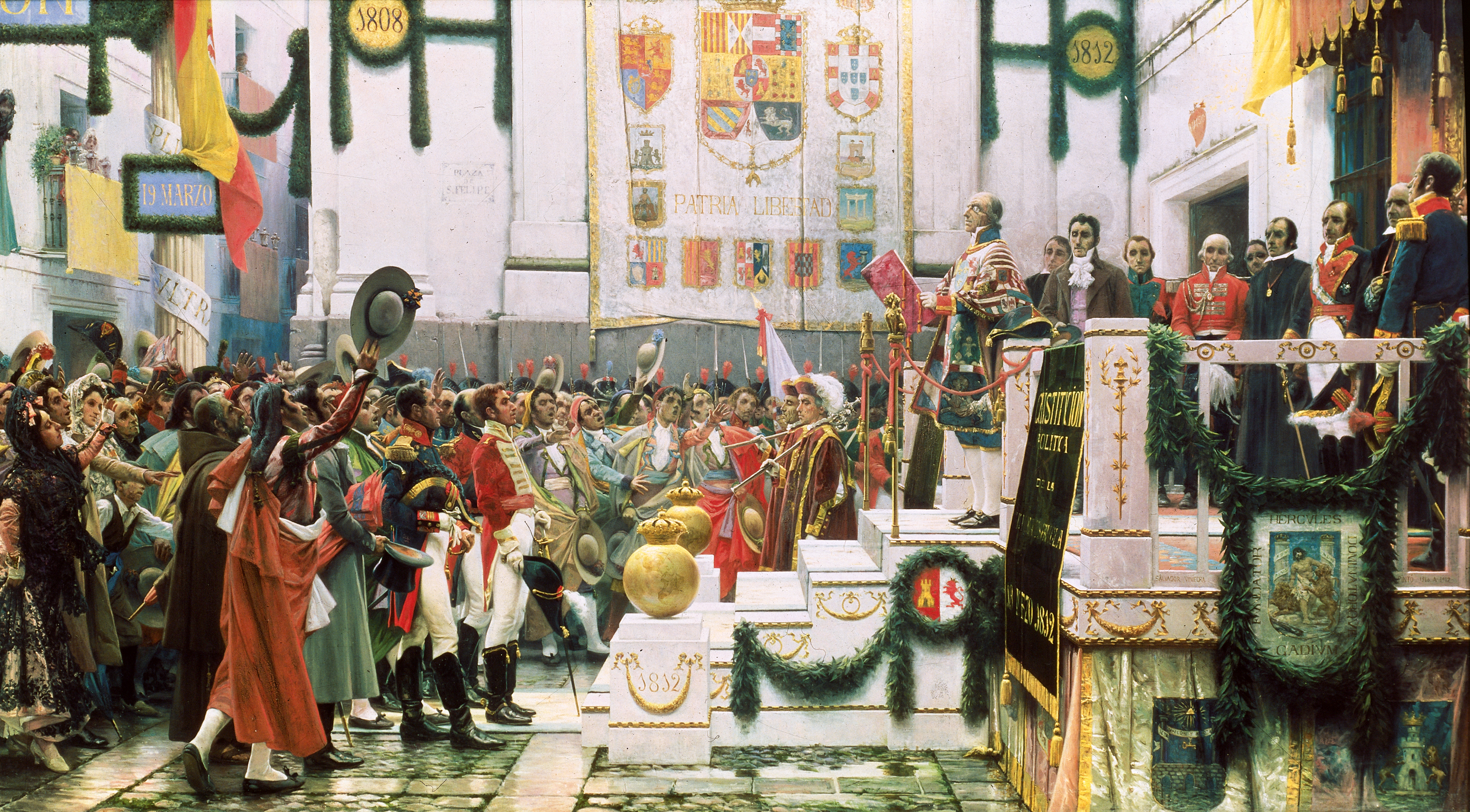
Promulgación de la Constitución de 1812 (1912)